# Región de agotamiento

Arriba: unión p-n antes de la difusión; Abajo: Después de alcanzar el equilibrio

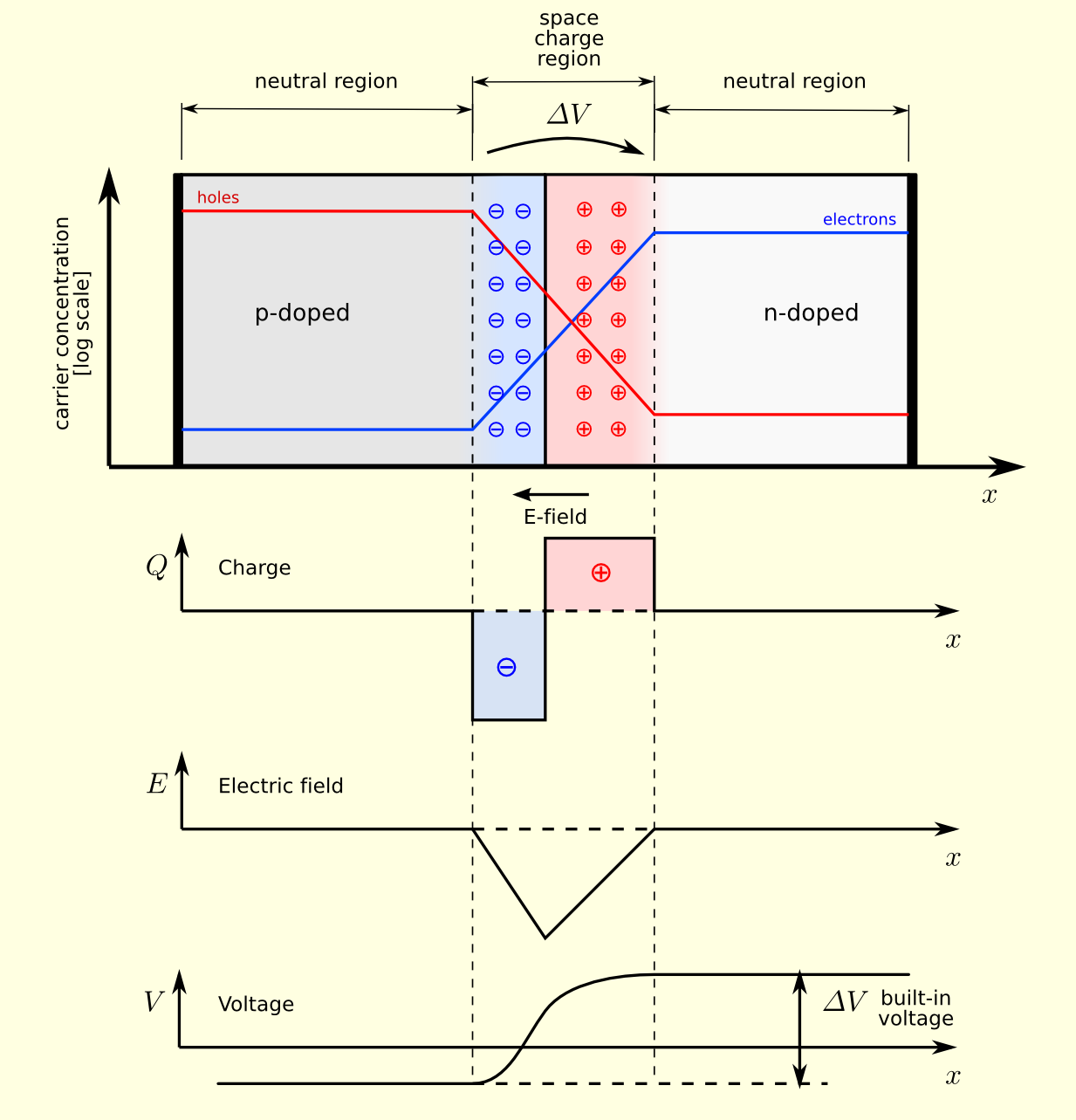
Figura 2. De arriba abajo; Arriba: concentraciones de huecos y electrones a través de la unión; Segundo: densidades de carga; Tercero: campo eléctrico; Abajo: potencial eléctrico

En física de semiconductores, la región de agotamiento, también llamada capa de agotamiento, zona de agotamiento, región de unión, región de carga espacial o capa de carga espacial, es una región aislante dentro de un material semiconductor dopado donde los portadores de carga móviles se han difundido o han sido forzados a desaparecer por un campo eléctrico. Los únicos elementos que quedan en la región de agotamiento son impurezas donadoras o aceptoras ionizadas. Esta región de iones positivos y negativos sin cubrir se denomina región de agotamiento debido a que en ella se agotan los portadores y no queda ninguno que pueda transportar corriente. Comprender la región de agotamiento es clave para explicar la electrónica semiconductora moderna: los diodos, los transistores de unión bipolar, los transistores de efecto de campo y los diodos de capacitancia variable dependen de los fenómenos de la región de agotamiento.

## Principio
Cuando un semiconductor de tipo N se pone en contacto con un semiconductor de tipo P (unión P-N), los electrones mayoritarios de la cara N (respectivamente los huecos mayoritarios de la cara P) son transportados hacia la zona P (respectivamente la zona N para los huecos) donde son minoritarios, por difusión. Al hacerlo, dejan atrás iones de carga opuesta, que garantizaban la neutralidad eléctrica de los semiconductores N y P antes de que entraran en contacto. Por último, los electrones (o los huecos) que se han desplazado a la zona P se recombinan con los huecos mayoritarios (o con los electrones mayoritarios de la zona N) .
Esto da lugar a la aparición de una zona libre de electrones en la unión en el semiconductor de tipo N (respectivamente una zona libre de huecos en el semiconductor de tipo P), aunque esta zona todavía contiene los iones resultantes de los átomos dopantes. Estos iones, cuya carga total Q > 0 (Q < 0 en la región P) ya no es compensada por los electrones, crean un campo eléctrico que puede calcularse integrando la ecuación de Poisson.
La yuxtaposición de estas dos zonas cargadas eléctricamente y sin portadores libres forma la zona de agotamiento.
El campo eléctrico generado por esta zona, orientado en el sentido de las cargas positivas (en la zona N) hacia las cargas negativas (en la zona P), impulsa los electrones y los huecos en sentido contrario al fenómeno de difusión. La unión alcanza así el equilibrio, ya que el fenómeno de difusión y el campo eléctrico se compensan mutuamente. 